# Biên giới Ba Lan–Litva

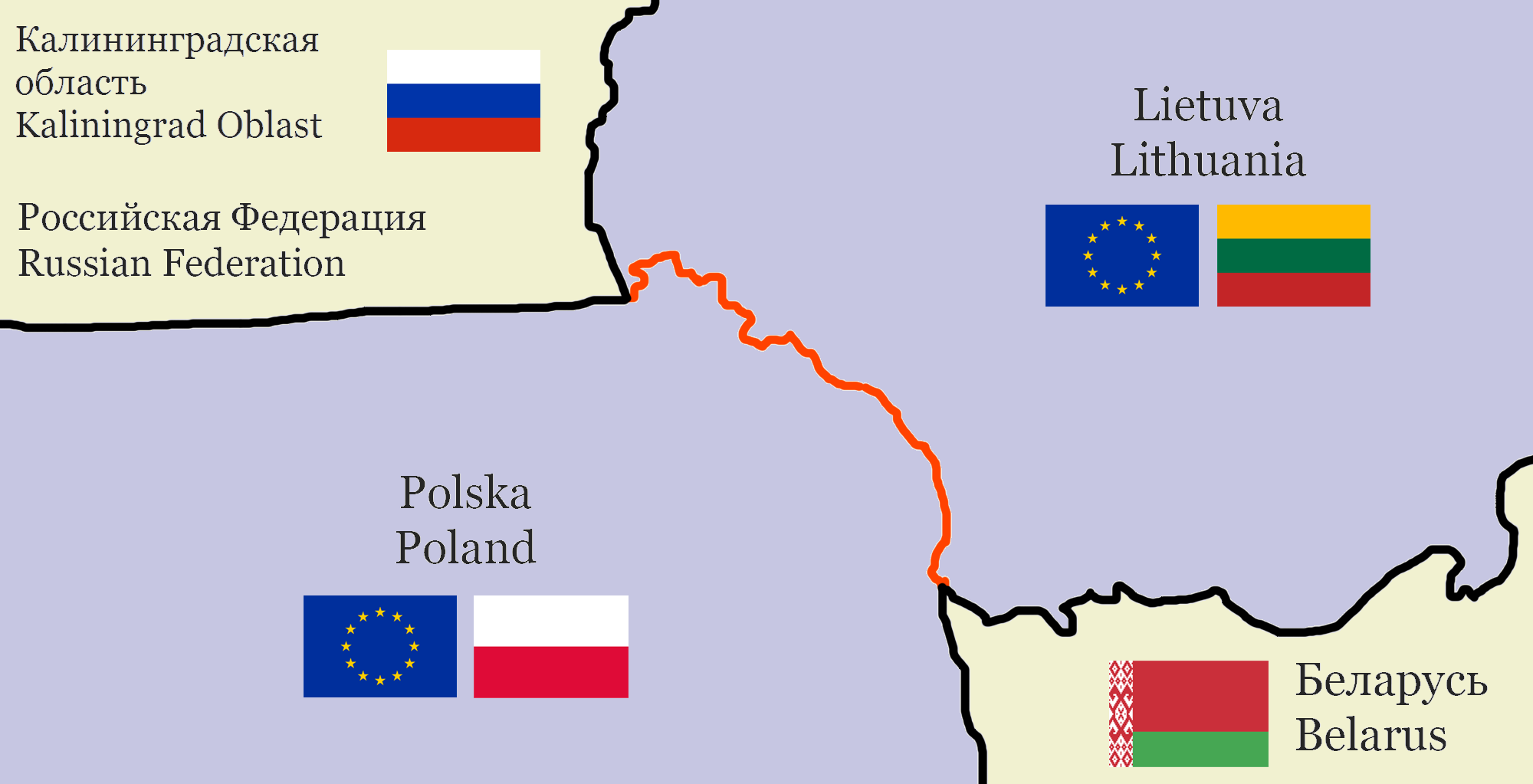
Biên giới hiện tại giữa Cộng hòa Litva và Cộng hòa Ba Lan. Nó vẫn không thay đổi kể từ Thế chiến II.

Biên giới Litva-Ba Lan tồn tại kể từ khi tái lập nền độc lập của Litva vào ngày 11 tháng 3 năm 1990. Cho đến thời điểm đó, biên giới giống hệt với biên giới giữa Ba Lan và Litva SSR của Liên Xô. Chiều dài của biên giới là 104 kilômét (65 mi). Nó chạy từ Litva-Ba Lan-Nga ba điểm đông nam đến ba điểm Belarus-Litva-Ba Lan.
Đây là biên giới đất liền duy nhất mà EU - và các quốc gia vùng Baltic của NATO chia sẻ với một quốc gia không phải là thành viên của Khối thịnh vượng chung của các quốc gia độc lập.
Đối với các nhà hoạch định quân sự của NATO, khu vực biên giới được gọi là khoảng trống Suwalki (được đặt theo tên thị trấn Suwałki gần đó), bởi vì nó đại diện cho một mảnh đất hẹp bằng phẳng khó bảo vệ, một khoảng trống, nằm giữa Belarus và Nga Kaliningrad exiances và điều đó kết nối các quốc gia Baltic thành viên NATO với Ba Lan và phần còn lại của NATO. Quan điểm này đã được phản ánh trong một cuộc tập trận năm 2017 của NATO, lần đầu tiên tập trung vào việc bảo vệ khoảng cách từ một cuộc tấn công có thể của Nga.

## Lịch sử
Biên giới Litva hiện tại của Ba Lan đã tồn tại kể từ khi tái lập nền độc lập của Litva vào ngày 11 tháng 3 năm 1990. Biên giới đó được thiết lập sau hậu quả của Thế chiến II. Cho đến lúc đó, biên giới giống với biên giới giữa Ba Lan và Litva SSR của Liên Xô. Một biên giới khác tồn tại giữa Cộng hòa Ba Lan thứ hai và Litva trong giai đoạn 1918-19. Sau cuộc xung đột biên giới Litva của Ba Lan, từ năm 1922 trở đi, nó ổn định và có chiều dài 521   km. Trong các phân vùng của thời đại Ba Lan, đã có biên giới giữa Quốc hội Ba Lan (Augustów Voivodeship) và vùng đất Litva của Đế quốc Nga (Thủ đô Kovno và Thủ đô Vilna). Từ Liên minh Lublin (1569) đến các phân vùng, không có biên giới Ba Lan-Litva, vì cả hai quốc gia là một phần của một thực thể liên hiệp duy nhất, Khối thịnh vượng chung Ba Lan-Litva. Trong thời trung cổ, Vương quốc Ba Lan và Đại công quốc Lietuva đã chia sẻ một biên giới khác.
Litva và Ba Lan đã gia nhập Khu vực Schengen vào năm 2007. Điều này có nghĩa là tất cả các kiểm tra hộ chiếu đã được gỡ bỏ dọc biên giới vào tháng 12 năm 2007.

## Hình ảnh

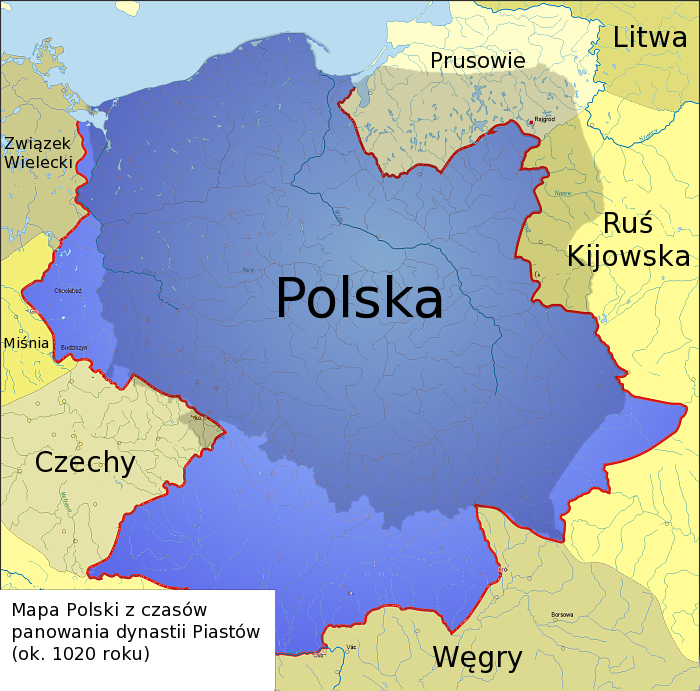
Bản đồ Ba Lan từ đầu thế kỷ 11 cho thấy các vùng đất Ba Lan và Litva cách nhau bởi các lãnh thổ của Phổ và Kiev
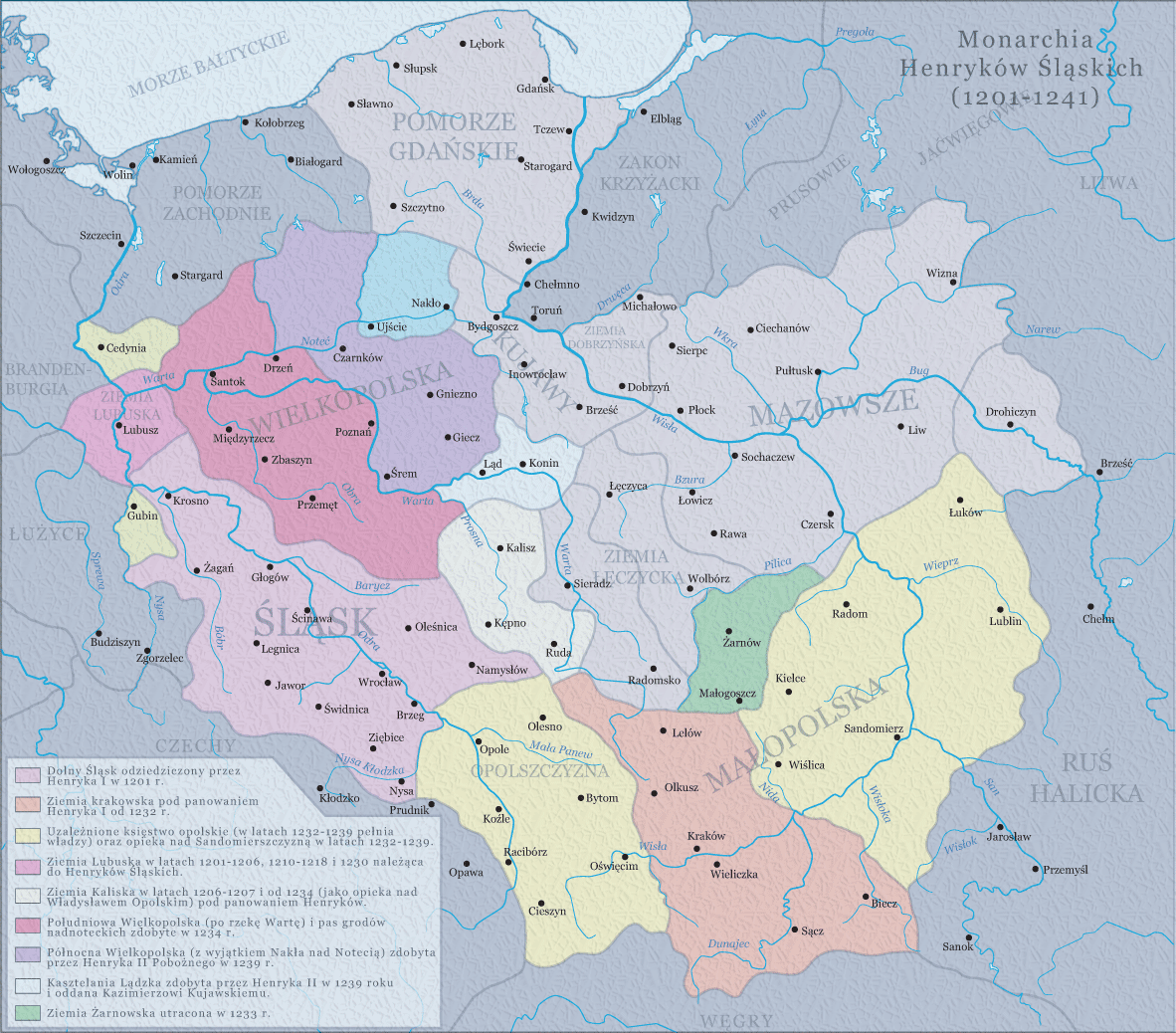
Bản đồ Ba Lan trong nửa đầu thế kỷ 13, cho thấy một biên giới giữa Công tước Masovia và Litva
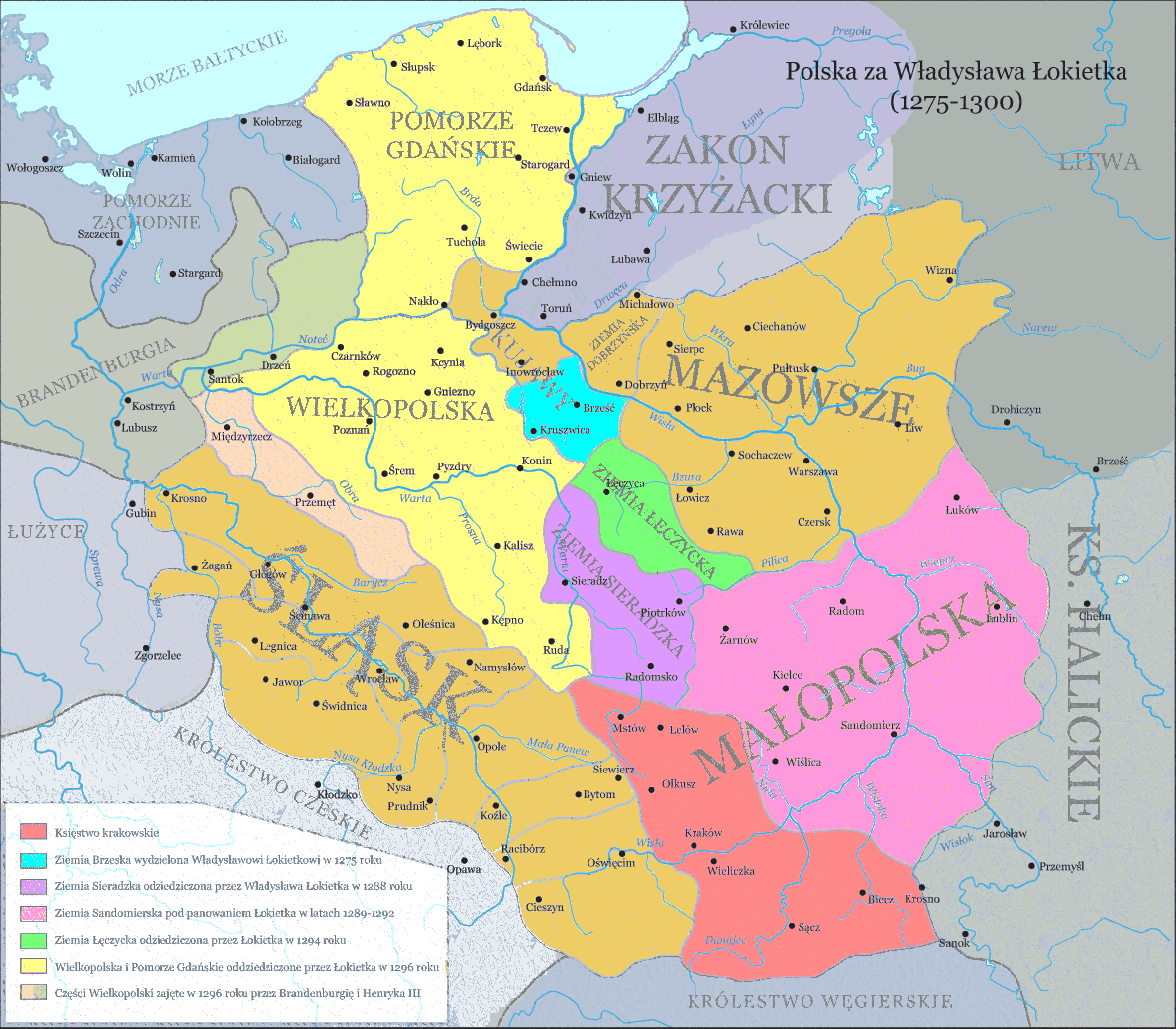
Bản đồ của Ba Lan và Litva khoảng 1275 trận1300, với biên giới Litva Ba Lan có thể nhìn thấy
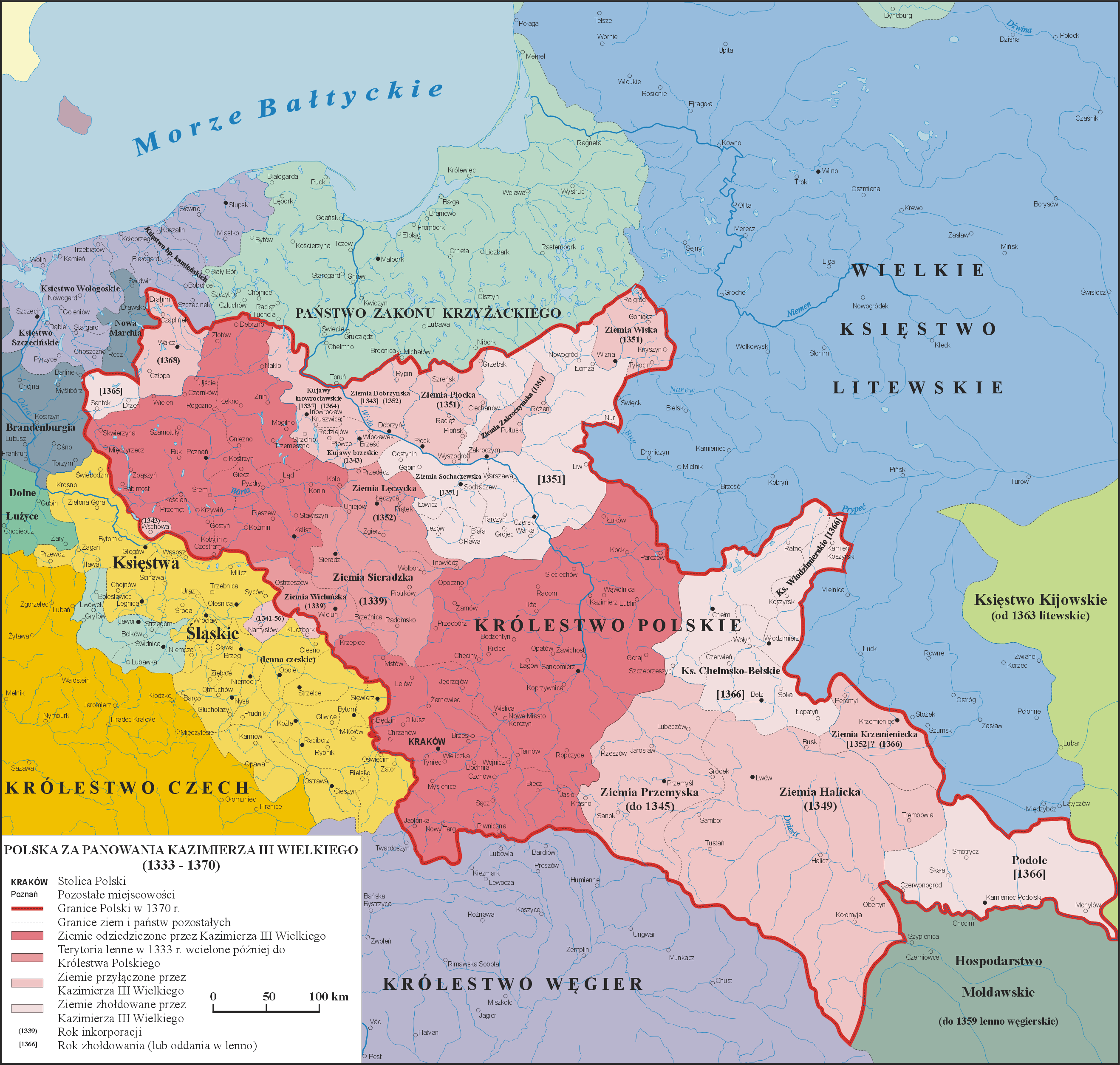
Bản đồ của Ba Lan và Litva khoảng 1333 trận1370, với biên giới Litva Ba Lan có thể nhìn thấy
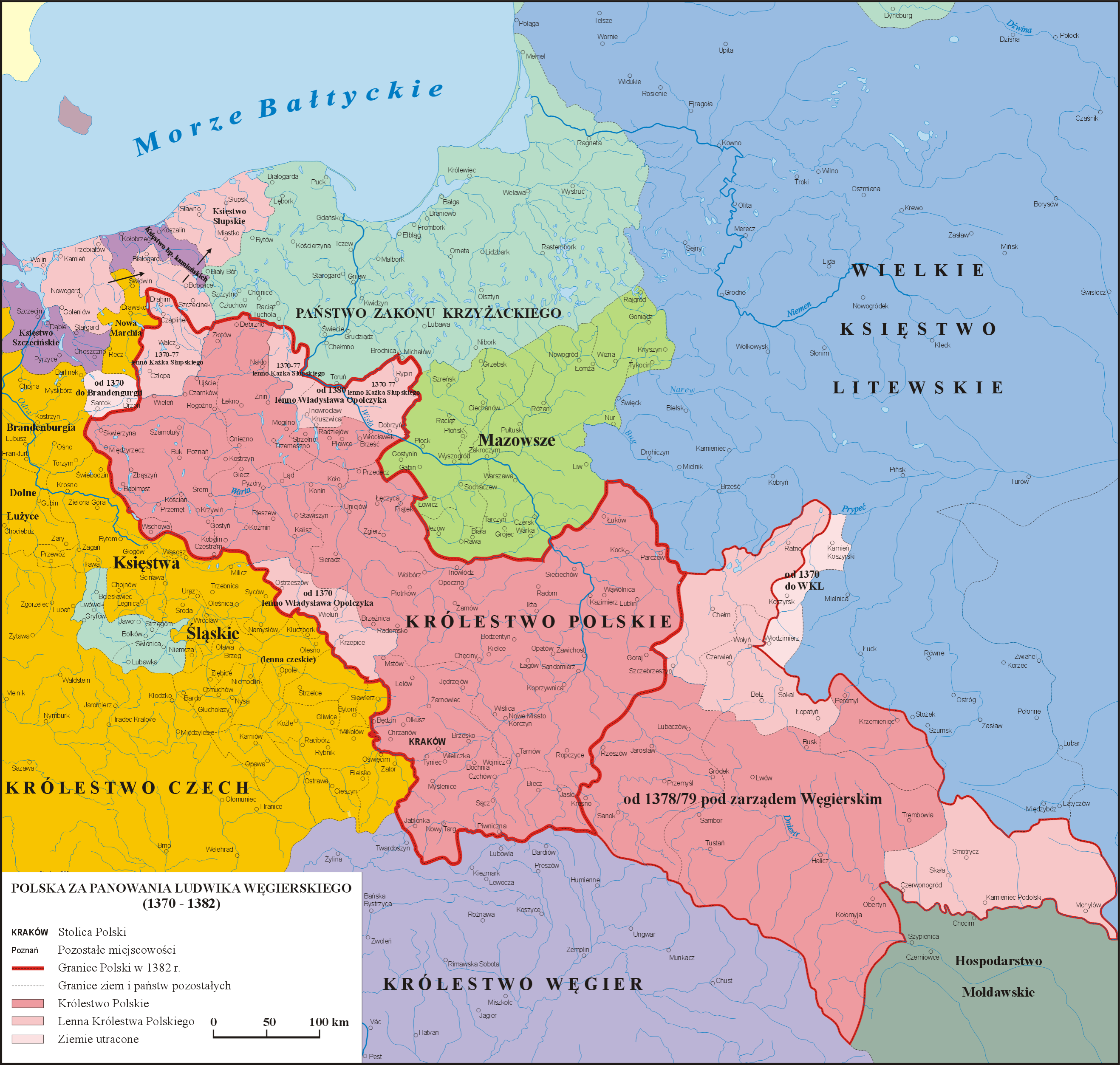
Bản đồ Ba Lan và Litva khoảng 1370 Tiết1382, với biên giới Litva Ba Lan có thể nhìn thấy
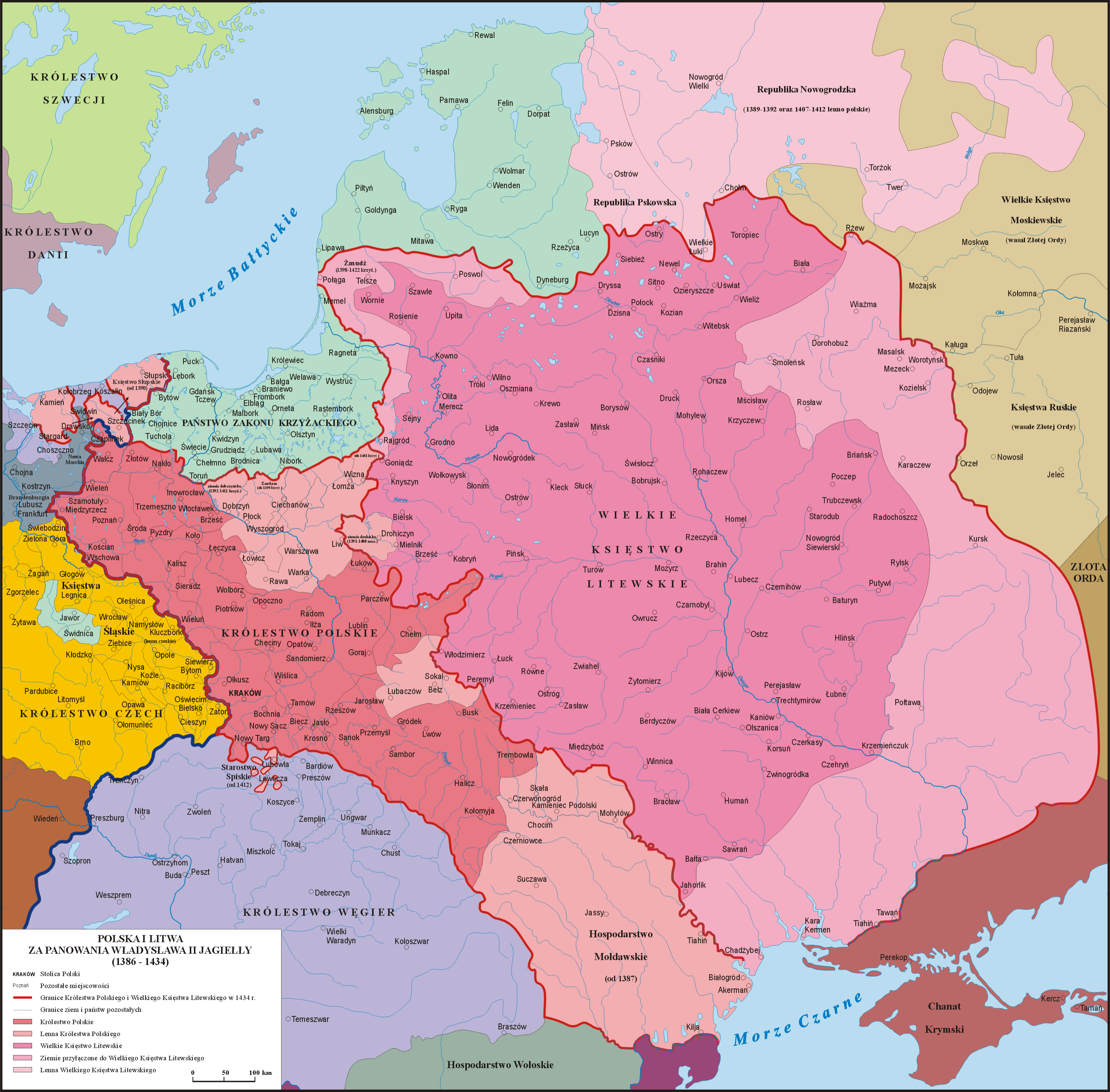
Bản đồ của Ba Lan và Litva khoảng 1386 Tiết1434, với biên giới Litva Ba Lan có thể nhìn thấy
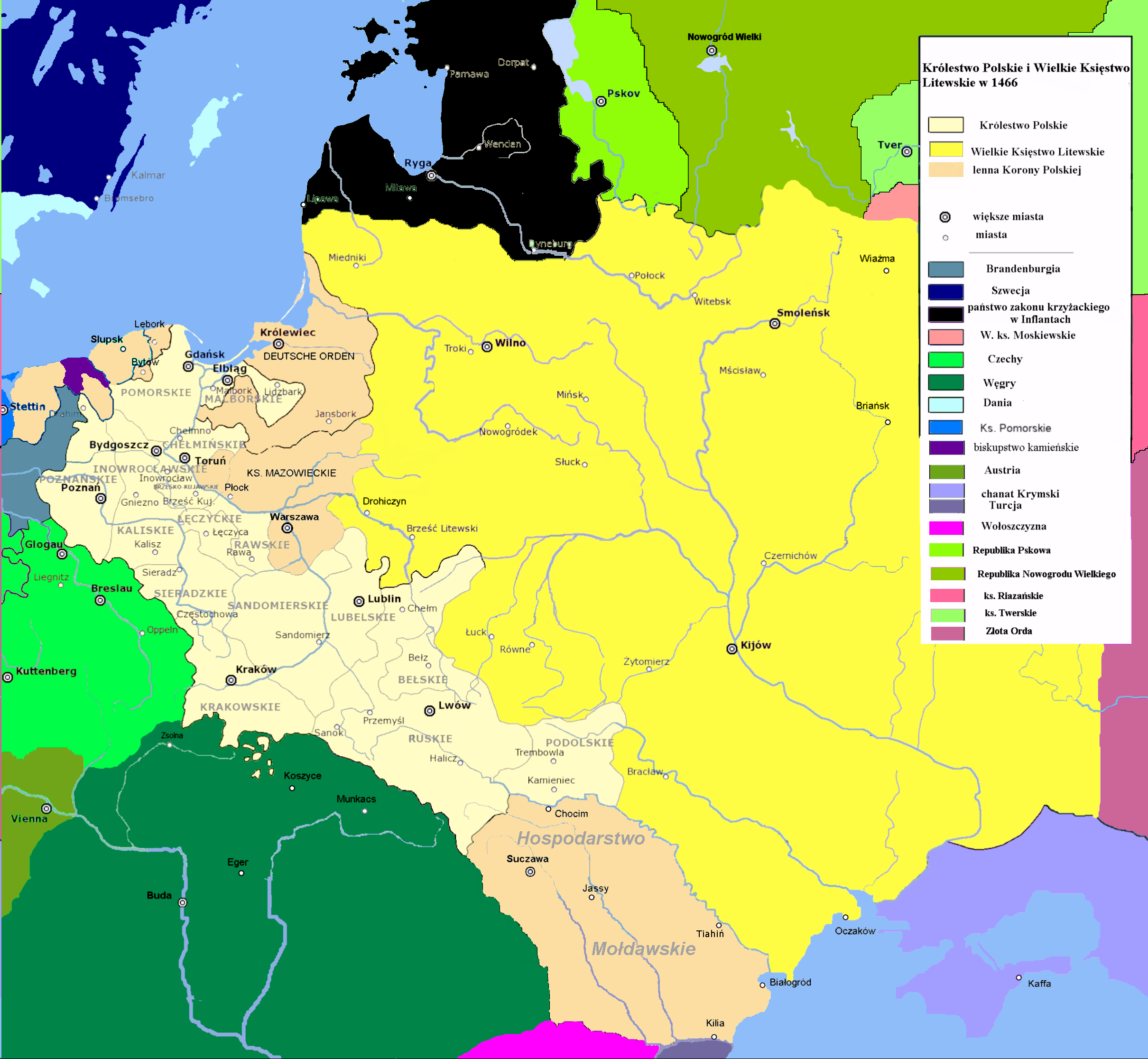
Bản đồ của Ba Lan và Litva vào khoảng năm 1466, với biên giới Ba Lan Litva có thể nhìn thấy
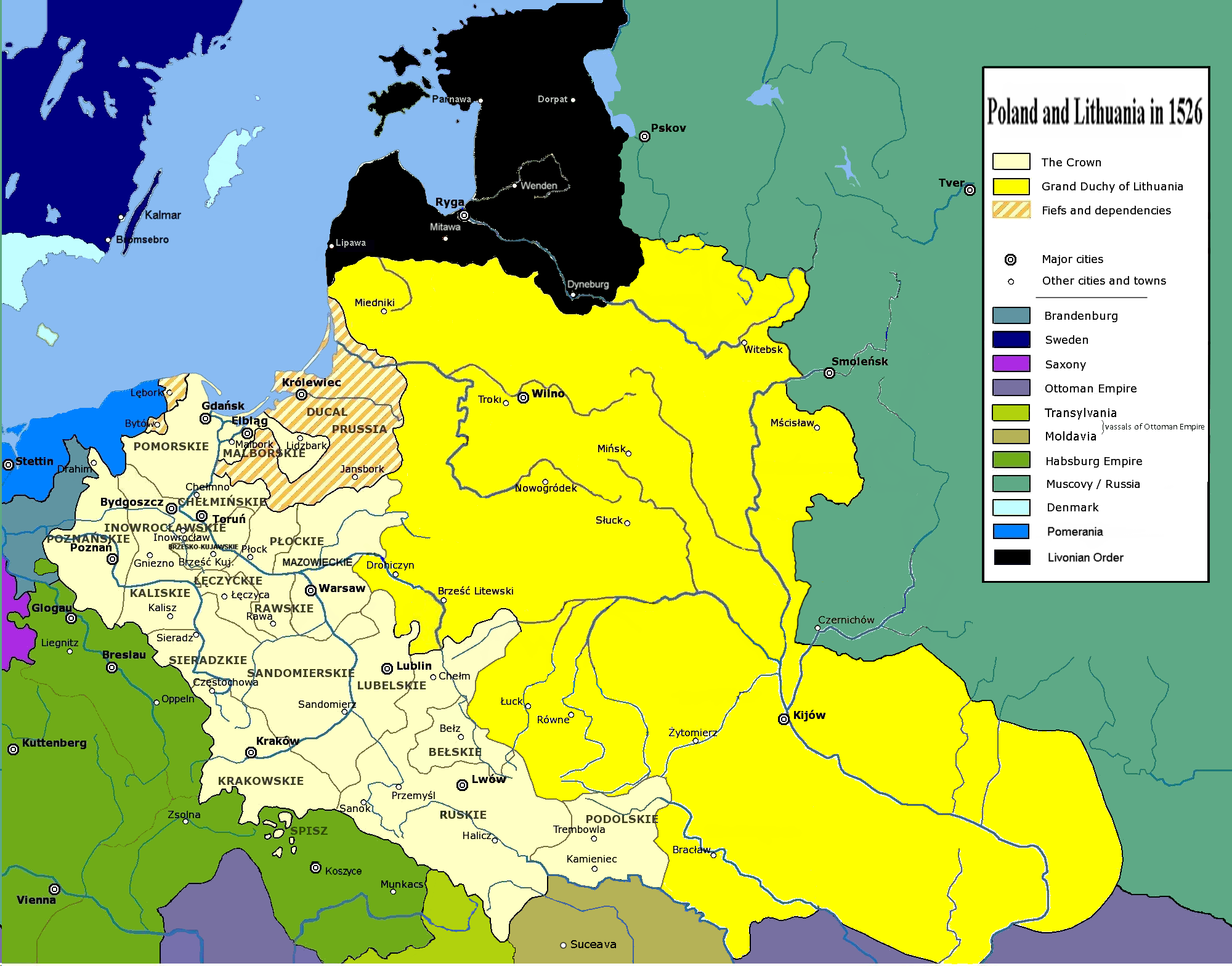
Bản đồ Ba Lan và Litva vào khoảng năm 1526, với biên giới Ba Lan Litva có thể nhìn thấy
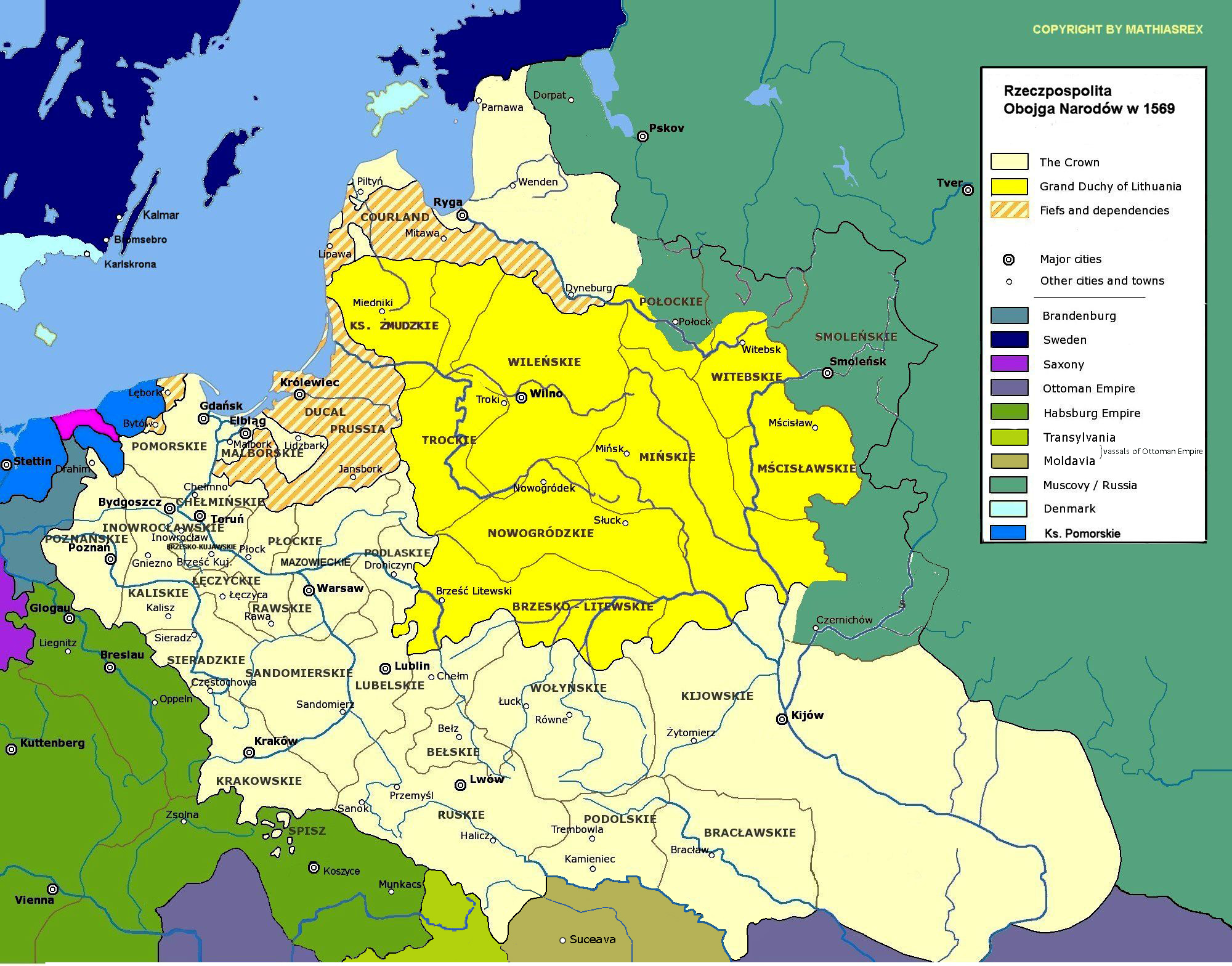
Bản đồ Khối thịnh vượng chung Ba Lan-Litva sau khi được thành lập năm 1569, với biên giới Litva Ba Lan có thể nhìn thấy. Các lãnh thổ của Ukraine đã được chuyển giao dưới sự kiểm soát hành chính của Vương quốc Ba Lan.
Bản đồ của Litva vào khoảng năm 1867, 1919, với biên giới Nga Ba Lan có thể nhìn thấy (Litva không tồn tại vào thời điểm đó)
Biên giới Litva Ba Lan khoảng 1918 Tiết1939

## Cửa khẩu biên giới cũ

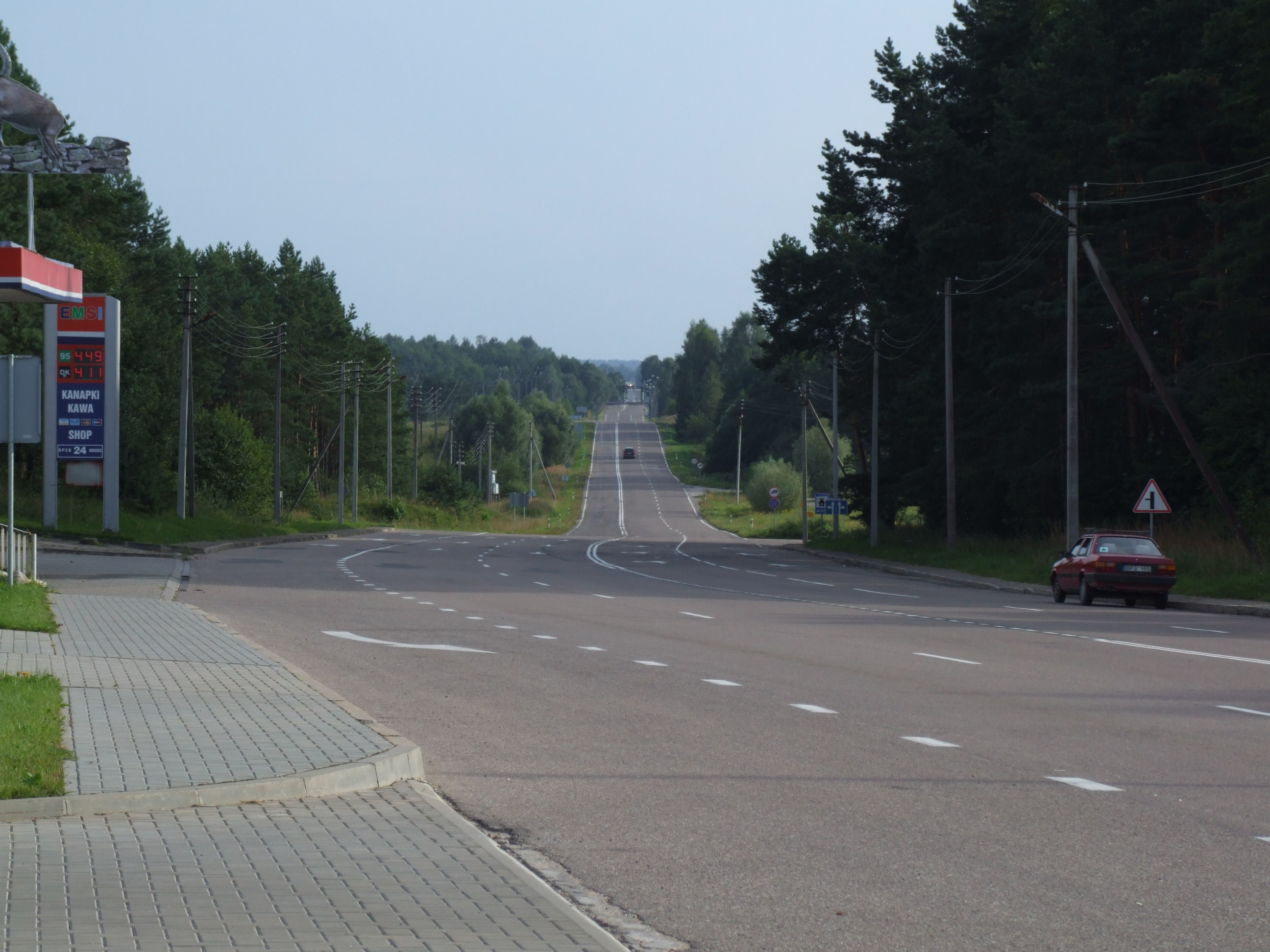
Biên giới cũ qua biên giới Ogrodniki Kiếm Lazdijai

Trong giai đoạn 1991-2007, có ba tuyến đường bộ và một tuyến đường sắt biên giới giữa Ba Lan và Litva.
Vào ngày 1 tháng 5 năm 2004, khi cả Ba Lan và Litva gia nhập Liên minh Châu Âu, biên giới này đã trở thành biên giới nội bộ của Liên minh Châu Âu. Vào ngày 21 tháng 12 năm 2007, Ba Lan và Litva đã tham gia Thỏa thuận Schengen. Sau này, việc vượt biên trở nên dễ dàng hơn, vì biên giới nội bộ của EU mở cửa cho tất cả giao thông mà không cần kiểm soát. Tuy nhiên, vẫn có các biện pháp kiểm soát của cảnh sát và cảnh sát thỉnh thoảng chống buôn lậu hàng hóa bị hạn chế, tuy nhiên chỉ ảnh hưởng đến khoảng 1% khách du lịch.
Đường bộ
- Budzisko - Kalvarija
- Ogrodniki - Lazdijai
- Berżniki - Kapčiamiestis

Đường sắt
- Trakiszki - Šeštokai